# Załuski (Powiat Płoński)
Załuski ist ein Dorf und Sitz der gleichnamigen Gemeinde im Powiat Płoński der Woiwodschaft Masowien, Polen.

## Gemeinde
Zur Landgemeinde Załuski gehören folgende Ortschaften mit einem Schulzenamt:
Falbogi Wielkie
Gostolin
Kamienica
Kamienica-Wygoda
Karolinowo
Koryciska
Kroczewo
Michałówek
Naborówiec
Naborowo
Naborowo-Parcele
Niepiekła
Nowe Olszyny
Nowe Wrońska
Przyborowice Dolne
Przyborowice Górne
Sadówiec
Słotwin
Smólska
Sobole
Stare Olszyny
Stare Wrońska
Stróżewo
Szczytniki
Szczytno
Wilamy
Wojny
Załuski
Zdunowo
Złotopolice
Weitere Orte der Gemeinde sind Dłutówek, Głodowo, Kamienica-Folwark, Kamienica-Kozaki, Kamienica-Pieńki, Kroczewo-Baraki, Sokal, Wymyślin, Zajączki und Zarzecze.

## Söhne und Töchter
- Wojciech Załuski (* 1960), Erzbischof, Diplomat des Heiligen Stuhls